# Championnat du Maroc de football 1977-1978
Navigation
Édition précédente Édition suivante
C'est le Wydad AC qui a remporté le championnat du Maroc de football 1977-1978. 11e sacre de l'histoire du club, et le 3e titre consécutif du club (2e fois de son histoire).

## Classement
| Rang | Équipe                       | Pts | J  | G  | N  | P  | Bp | Bc | Diff |
| ---- | ---------------------------- | --- | -- | -- | -- | -- | -- | -- | ---- |
| 1    | Wydad AC T CdT               | 75  | 30 | 16 | 13 | 1  | 42 | 20 | +22  |
| 2    | Maghreb de Fès               | 65  | 30 | 12 | 11 | 7  | 31 | 30 | +1   |
| 3    | Chabab Mohammédia            | 64  | 30 | 12 | 10 | 8  | 30 | 27 | +3   |
| 4    | CODM de Meknès               | 63  | 30 | 12 | 9  | 9  | 36 | 32 | +4   |
| 5    | KAC de Kénitra               | 63  | 30 | 10 | 13 | 7  | 34 | 30 | +4   |
| 6    | Renaissance de Settat        | 62  | 30 | 10 | 12 | 8  | 31 | 30 | +1   |
| 7    | Association sportive de Salé | 61  | 30 | 13 | 5  | 12 | 31 | 28 | +3   |
| 8    | FAR de Rabat                 | 61  | 30 | 11 | 9  | 10 | 33 | 30 | +3   |
| 9    | FUS de Rabat                 | 58  | 30 | 8  | 12 | 10 | 31 | 29 | +2   |
| 10   | Raja de Casablanca           | 58  | 30 | 9  | 10 | 11 | 43 | 40 | +3   |
| 11   | Difaâ d'El Jadida            | 57  | 30 | 9  | 9  | 12 | 28 | 30 | -2   |
| 12   | Mouloudia Club d'Oujda V     | 57  | 30 | 8  | 11 | 11 | 28 | 33 | -5   |
| 13   | Raja de Beni Mellal P        | 56  | 30 | 7  | 12 | 11 | 27 | 33 | -6   |
| 14   | Étoile de Casablanca         | 55  | 30 | 6  | 13 | 11 | 29 | 29 | 0    |
| 15   | TAS de Casablanca ↓          | 55  | 30 | 9  | 7  | 14 | 37 | 47 | -10  |
| 16   | Renaissance de Berkane P ↓   | 50  | 30 | 5  | 10 | 15 | 27 | 50 | -23  |

- Champion & qualification Coupe Mohammed V 1979
- Vice-champion
- Relégué en Championnat du Maroc de football D2

- Abréviations

T : Tenant du titre

V : Vice-champion 1976-1977

CdT : Vainqueur de la Coupe du Trône de football 1977-1978

P : Promus de Championnat du Maroc de football D2 1976-1977
- Le Kawkab de Marrakech et l'Union de Sidi Kacem sont promus en première division.

## Bilan de la saison
| Championnat du Maroc de football 1977-1978                        |                        |
| Champion                                                          | Wydad AC (11e titre)   |
| Coupes et trophées                                                |                        |
| Vainqueur de la Coupe du Trône 1978                               | Wydad AC               |
| Vainqueur de la Supercoupe du Maroc 1978                          | Wydad AC               |
| Qualifications continentales                                      |                        |
| Internationale Coupe Mohammed-V                                   | Wydad AC C             |
| Promotions et relégations                                         |                        |
| Promus en Championnat du Maroc de football                        | Kawkab de Marrakech    |
| Promus en Championnat du Maroc de football                        | Union de Sidi Kacem    |
| Relégués en Championnat du Maroc de football de deuxième division | Renaissance de Berkane |
| Relégués en Championnat du Maroc de football de deuxième division | TAS de Casablanca      |